# Фасцикулярний аркуатус

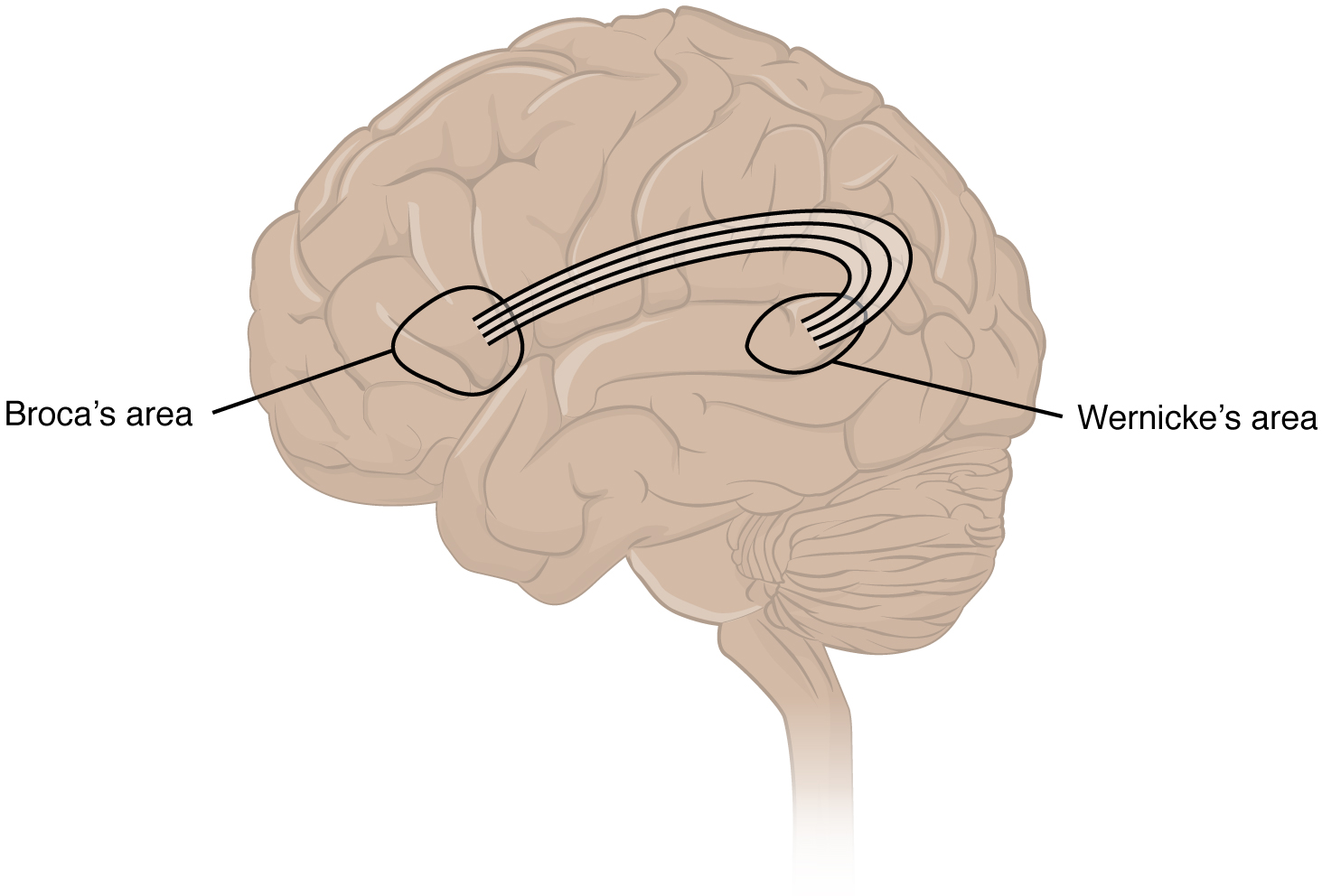
Людський мозок, огляд зліва.

Фасцикулярний аркуатус («вигнута пучка») — це анатомічно визначена привідний шлях у мозку, яка в межах людської півкулі великого мозку з'єднує асоціативні волокна між ділянками кори великого мозку, зокрема з зоною Верніке в задній частині скроневої частки та зоною Брока в нижній частині лобової частки.

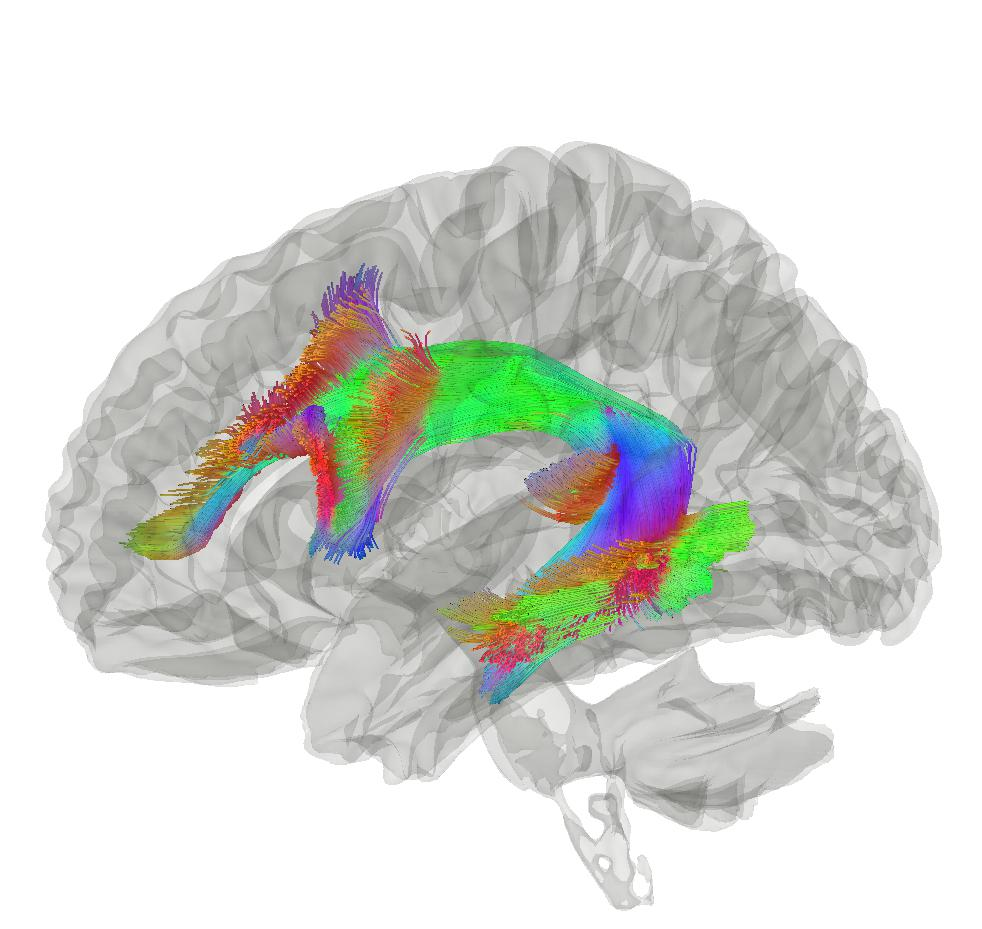
Фасцикулярний аркуатус, зображений у моделі конектому (тракографія)[1].

Назва «фасцикулярний аркуатус» була введена Карлом Фрідріхом Бурдахом у 1822 році через вигнуту форму довших нервових волокон. Хоча пошкодження цього провідного шляху призводить до характерних мовних розладів (провідна афазія), за новими дослідженнями вважається, що існує більш складне з'єднання між обома ділянками мозку [2].
Зв'язок задньої частини скроневої частки з лобовою часткою, здається, також має значення для здатності ставити себе на місце інших і розуміти, що думають інші та як вони реагують (теорія розуму). Діти розвивають цю здатність лише тоді, коли зв'язок через фасцикулярний аркуатус сформувався. Мавпи також демонструють цю здатність, проте в значно меншій мірі, що, можливо, пов'язано з менш вираженим волоконним зв'язком у мавп [3].
Окрім того, сусідні структури мозку, такі як фасцикулярний довгий верхній і пучки волокон капсули екстра, беруть участь у з'єднаннях нейронної мережі, яка обробляє аудиторні сигнали у вигляді мовних звуків і впливає на мовну продукцію[4]. Порівняльні дослідження на мозках живих мавп і людей за допомогою дифузійно-зваженої та функціональної магнітно-резонансної томографії (фМРТ) показали наявність гомологічного провідного шляху, що виходить з аудиторної кори, також у інших приматів. Спільні еволюційні предки людської «мовної мережі» виявляються старшими, ніж вважалося раніше [5] [6].